# Rzetelna Firma
Rzetelna Firma – (marka Kaczmarski Group) to program, w którym uczestniczy ponad 40 tys. podmiotów, a jego partnerem jest Krajowy Rejestr Długów.
W ramach uczestnictwa w programie klienci otrzymują e-wizytówkę, która zawiera dane o sytuacji finansowej firmy pobierane z baz prywatnych takich jak: Krajowy Rejestr Długów, Kaczmarski Group Sp. j., Giełda długów; rejestrów publicznych: CEIDG, KRS, REGON, Biała Lista Podatników VAT, Monitor Sądowy i Gospodarczy, UOKiK, KNF oraz 40 list sankcyjnych. Dodatkowo e-wizytówka umożliwia klientom wystawienie oceny jakości współpracy, która jest na niej wyświetlana.
Na podstawie powyższych informacji udostępniana jest ocena rzetelności wyliczana przy użyciu systemu bazującego na nowatorskim modelu analizy danych o bieżącej sytuacji firmy.
Od rozpoczęcia swojej działalności firma wystawia uczestnikom Certyfikat Rzetelności. Jego uzyskanie związane jest ze spełnieniem warunków wynikających z regulaminu. Gdy uczestnik spełnia wszystkie warunki programu, możliwe jest pobranie Certyfikatu Rzetelności bezpośrednio z jego e-wizytówki, która jest odświeżana każdorazowo po wyświetleniu przez użytkownika, co oznacza weryfikację 24/7, zapewniając aktualność certyfikatu.
W ramach strony internetowej Rzetelna Firma funkcjonuje wyszukiwarka umożliwiająca sprawdzenie, czy dana firma uczestniczy w programie. W przypadku, gdy sprawdzany podmiot jest uczestnikiem, prezentowana jest jego e-wizytówka z oceną rzetelności.
Program umożliwia również uczestnikom dołączenie do Katalogu rzetelnych firm, dzięki któremu mogą oni dodatkowo wyróżnić się w sieci, a w ramach wpisu do Katalogu uczestnik może udostępnić swoją e-wizytówkę, link do strony internetowej oraz opisać krótko firmę i jej usługi.
Historia:
- Certyfikaty Rzetelności przyznawane są od czerwca 2008 r.

- Od 2009 r. firma organizuje Gale Rzetelnych Firm[9], podczas których uczestnikom są wręczane statuetki oraz Złote i Diamentowe Certyfikaty Rzetelności[10].
- W 2017 r. program Rzetelnej Firmy został uznany za najpopularniejszy program dla firm dbających o etykę biznesu[11].
- 2018 r. sama marka, wraz z programem, zostały przeniesione do spółki Kaczmarski Group Sp. J., obecnego organizatora programu.
- W 2023 r. firma uruchomiła nowoczesną e-wizytówkę[12], która przez całą dobę udostępnia ocenę rzetelności, ocenę jakości współpracy oraz inne informacje dotyczące sytuacji firmy z rejestrów publicznych i baz prywatnych. E-wizytówka może być ważnym narzędziem dla firm do pokazywania swojej rzetelności oraz budowania pozytywnego wizerunku firmy.